# Jurien de la Gravière (1899)
Jurien de la Gravière – francuski krążownik pancernopokładowy z końca XIX wieku. Był jedynym zbudowanym okrętem swojego typu, służył we francuskiej marynarce wojennej podczas I wojny światowej na Morzu Śródziemnym.

## Zamówienie i budowa
„Jurien de la Gravière” był ostatnim francuskim krążownikiem pancernopokładowym. Jego projektantem był inż. Emile Bertin. Zaplanowano go jako pojedynczy okręt typu. Otrzymał nazwę na cześć francuskiego admirała Juriena de la Gravière (1772-1849). Powstał w okresie wpływów na francuską marynarkę tzw. młodej szkoły – Jeune École, czego jednym z efektów była budowa dla marynarki pojedynczych okrętów o różnych charakterystykach. W publikacjach wskazuje się, że okręt powstał bez jasnej koncepcji jego wykorzystania, będąc  mniejszy, ale lepiej uzbrojony od poprzednich krążowników pancernopokładowych przeznaczonych do zwalczania żeglugi – „Guichen” i „Châteaurenault”, w czasie, gdy na świecie i w samej Francji powstawały już lepiej chronione silniejsze krążowniki pancerne, których z kolei nie przewyższał prędkością. Klasyfikowany był jako krążownik I klasy.
Stępkę pod budowę okrętu położono w listopadzie 1897 roku w państwowej stoczni Marynarki (arsenale) w Lorient. Okręt wodowano w czerwcu lub lipcu 1899 roku. Okręt został ukończony według niektórych publikacji już w 1901 roku, jednak większość źródeł podaje 1903 rok. Podczas prób okręt nie osiągnął kontraktowej prędkości 23 węzłów, rozwijając 22,9 węzła. Koszt budowy wyniósł 11 960 000 franków. 

## Opis

### Ogólna architektura i konstrukcja

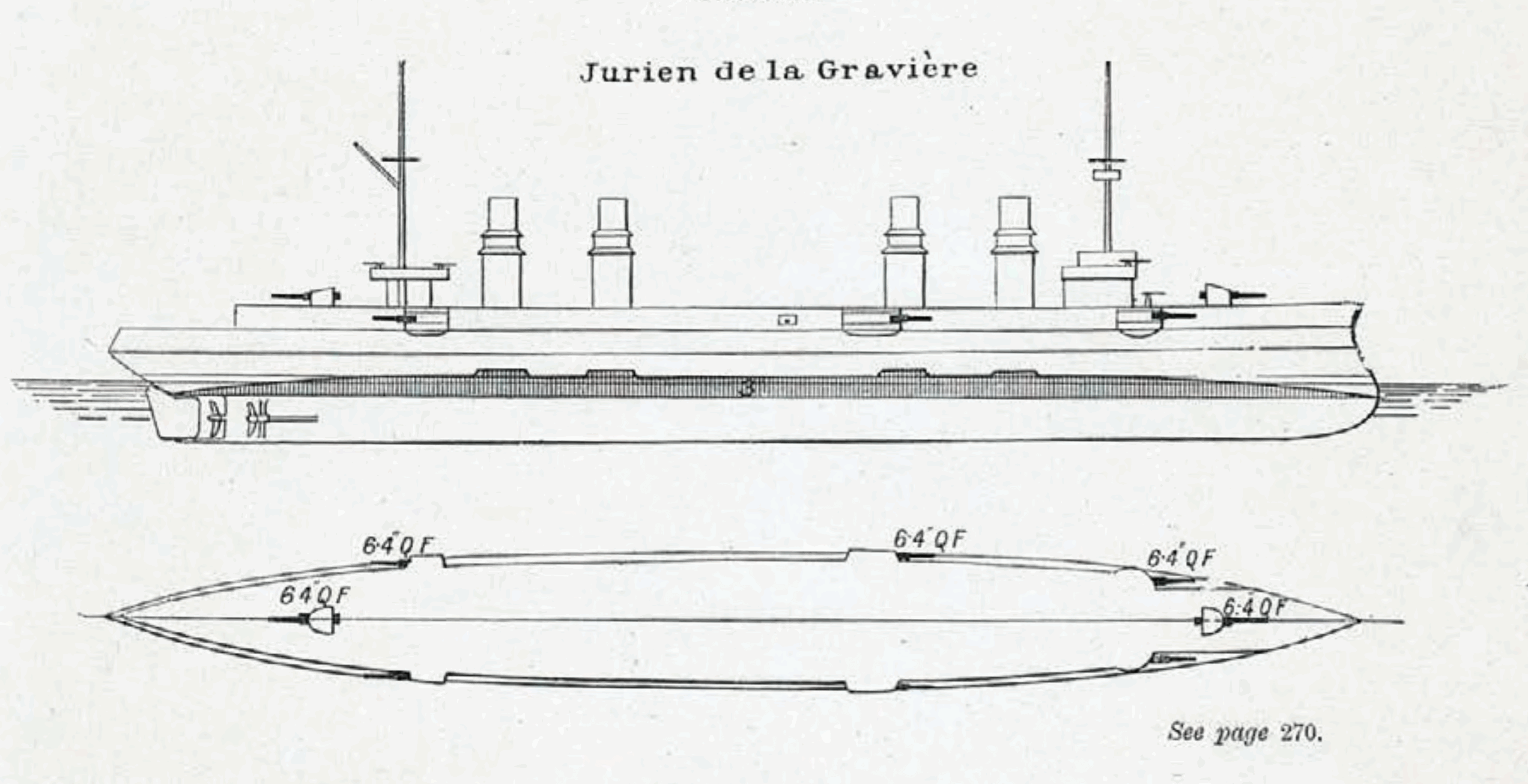
Uproszczony szkic z epoki

Krążownik „Jurien de la Gravière” miał podobną architekturę i cechy konstrukcyjne do krążownika „Guichen”, typowe także dla innych francuskich okrętów przełomu wieków, jak przede wszystkim dwie grupy szeroko rozstawionych na długości kadłuba kotłowni z podwójnymi kominami, przedzielone maszynowniami. Przy podobnej długości, jego kadłub był jednak węższy i smuklejszy, z mniejszym pochyleniem dośrodkowym burt. Dziób był w niewielkim stopniu nawisający do przodu, co było nietypowe dla francuskich krążowników, które miały na ogół dziobnice taranowe lub pionowe. Kadłub był praktycznie gładkopokładowy – pokład dziobowy ciągnął się od stewy aż za maszt rufowy i w porównaniu do „Guichen”, nie był obniżony na dziobie. Dno było pokryte drewnem i blachą miedzianą dla ułatwienia konserwacji podczas służby w koloniach.
Wyporność normalna okrętu określana jest na ogół na 5595 ton, spotykana jest też 5512 lub 5700 ton. Długość okrętu wynosiła 138,9 m, a między pionami 137 m. Szerokość wynosiła 15 m, a zanurzenie 6,4 m.
Załoga liczyła 511 osób, lub według innych publikacji 463 osoby.

### Opancerzenie
Opancerzenie okrętu obejmowało przede wszystkim wewnętrzny pokład pancerny w rejonie linii wodnej, typowy dla krążowników pancernopokładowych, wykonany z miękkiej (nieutwardzanej) stali, o kształcie przyrównywanym do skorupy żółwia. W środkowej poziomej części miał on grubość 55 mm na większości długości, a w kierunku dziobu i rufy grubość 35 mm, natomiast boczne skosy pokładu pancernego miały grubość 65–70 mm w górnej części i 55 mm w dolnej. Do grubości pancerza wliczane jest podłoże ze stali konstrukcyjnej grubości 20 mm (dwa razy po 10 mm). Burty były dodatkowo chronione przez przylegające od wewnątrz specjalne puste przedziały (koferdamy), o niewielkiej grubości 38 cm, oraz przez zasobnie węglowe za nimi.
Artyleria główna była chroniona przez głębokie maski pancerne grubości od 54 do 72 mm. Pancerna wieża dowodzenia miała pancerz pionowy 160 mm. Opancerzone były też kazamaty dział, pancerzem 46 mm. 

### Uzbrojenie
Okręt miał jednolitą artylerię główną, w składzie ośmiu pojedynczych armat kalibru 164,7 mm w stanowiskach chronionych maskami pancernymi. Działa były modelu M1893, o długości lufy 45 kalibrów. Po jednym dziale było umieszczone na długim pokładzie dziobowym na dziobie i rufie, a po trzy na burtowych sponsonach na każdej z burt. Działo na dziobie umieszczone było na wysokości 9,2 m nad wodą, co zapewniało dobre warunki do prowadzenia ognia. Pary dział burtowych na dziobie i rufie mogły prowadzić ogień w kierunku odpowiednio dziobu i rufy, również para dział na śródokręciu miała większy kąt ostrzału w kierunku dziobu. Stanowiska dział burtowych, zakryte od góry, były też określane jako kazamaty. Wszystkie działa miały indywidualne windy amunicyjne, których szyby były chronione pancerzem 25 mm. Salwa burtowa z pięciu dział ważyła 235 kg. Jednolite silne uzbrojenie główne, bez dział mniejszego kalibru, stanowiło postęp w stosunku do wcześniejszych francuskich krążowników pancernopokładowych.
Uzbrojenie pomocnicze stanowiło 10 dział 47 mm Hotchkiss oraz 6 dział 37 mm Hotchkiss, przy tym te ostatnie zostały zdjęte do wybuchu wojny. Uzbrojenie uzupełniały dwie burtowe nadwodne wyrzutnie torped kalibru 450 mm. 

### Napęd
„Jurien de la Gravière” był napędzany trzema czterocylindrowymi pionowymi maszynami parowymi potrójnego rozprężania. Maszyny umieszczone były obok siebie w maszynowni pośrodku kadłuba, podzielonej grodziami wzdłużnymi na trzy przedziały (za wadę krążownika uważano ich ciasnotę, przy węższym kadłubie od poprzedników). Maszyny napędzały trzy śruby. Parę dostarczały 24 kotły systemu Guyot du Temple, umieszczone w czterech kotłowniach. Dwie z kotłowni umieszczone były przed maszynowniami, a pozostałe dwie za nimi. Przy tym, kotłownie numer 2 i 3 mieściły sześć dużych kotłów, a skrajne kotłownie numer 1 i 4 – cztery duże i dwa małe kotły. Projektowa moc indykowana siłowni wynosiła 17 000 KM. Na próbach osiągnięto wyższą moc 17 400 KM, lecz nie udało się rozwinąć projektowej prędkości 23 węzłów – rozwinięto maksymalnie 22,9 węzła.
Projektowany maksymalny zapas paliwa – węgla wynosił 886 ton, lecz zmniejszono go do normalnego zapasu 600 ton. Zasięg wynosił 6000 lub według innych źródeł 6150 mil morskich przy prędkości 10 węzłów. Wadą okrętu była słaba manewrowość – przy pełnej prędkości średnica cyrkulacji wynosiła ponad 2000 m.

## Służba

### Przed I wojną światową
Przed wojną „Jurien de la Gravière” służył między innymi na Dalekim Wschodzie, we francuskich Indochinach. Po powrocie wszedł w skład Eskadry Śródziemnomorskiej.
Według niektórych publikacji, w 1911 roku został wycofany do rezerwy, a na początku 1914 został przeznaczony do szkolenia. Według M. Glocka, w chwili wybuchu I wojny światowej przydzielony był do wydzielonej sekcji obejmującej nowe drednoty: flagowy „Courbet” i „Jean Bart”, w roli okrętu służącego do przekazywania rozkazów innym dywizjonom pancerników.

### I wojna światowa
„Jurien de la Gravière” wchodził podczas wojny w skład Eskadry Śródziemnomorskiej. Od 1 do 3 sierpnia 1914 roku  eskortował okręty 2. Flotylli Okrętów Podwodnych między Tulonem a Bizertą. 16 sierpnia 1914 roku wraz z głównymi siłami floty krążownik wszedł na Adriatyk w celu przerwania blokady Czarnogóry (pancerniki zatopiły wówczas austro-węgierski krążownik „Zenta”). „Jurien de la Gravière” z niszczycielami ścigał tego dnia austro-węgierski niszczyciel „Ulan”, który jednak zdołał uciec do bazy. Poza tym, okręt nie miał do końca wojny istotniejszych epizodów bojowych. Do listopada tego roku patrolował Cieśninę Otranto.
21 września 1916 roku „Jurien de la Gravière” brał udział w tłumieniu powstania na Krecie. W październiku tego roku ostrzeliwał osmańskie wybrzeże. Między listopadem 1916 roku a czerwcem 1917 roku brał udział w blokadzie Grecji i demonstracji w porcie w Atenach.
Po wojnie, od 1920 roku pełnił służbę u wybrzeży Syrii, przekazanej Francji jako terytorium mandatowe. 21 lub 27 lipca 1921 roku został wycofany ze służby. Został złomowany w 1922 roku w Villefranche-sur-Mer. 